# Instruments de musique d'Irlande
Les instruments de musique d'Irlande remontent au IXe siècle. Ce sont des versions particulières d'instruments continentaux.

## Vents
- uilleann pipes
- tin whistles
- Irish concert flute

## Cordes
- harpe irlandaise ou celtique
- fiddle
- banjo
- mandoline
- bouzouki
- guitare
- cistre
- hammered dulcimer

## Percussions
- bodhrán

## Claviers
- concertina
- accordéon